# 勅使川原晃司
勅使川原 晃司（てしがわら こうじ、1985年 - ）は、日本の実業家。株式会社エイトハンドレッド取締役。

## 来歴
愛知県北名古屋市生まれ。新川高等学校、龍谷大学文学部史学科国史学専攻を卒業。ニッセンにてデータマーケティングに従事。その後、広告代理店やアクセンチュアを経歴。
2018年に独立。2022年に株式会社マクロミルの連結子会社となり、商号を株式会社エイトハンドレッド（英文名称：Eight Hundred, Inc.・略称：EHI）に変更。出典
2019年より宮城大学非常勤講師。

## 著書
- 『マーケターキャリアパス 10年後も活躍し続けるための成長戦略』（翔泳社、2025年）ISBN 978-4-7981-8914-7

## その他
- 松本清張賞および直木三十五賞を受賞した歴史小説家の川越宗一とは、龍谷大学およびニッセンでの先輩後輩の関係にあたる。